# باشگاه فوتبال سرخان ترمذ
باشگاه فوتبال سرخان ترمذ یک باشگاه فوتبال ازبکستانی در شهر ترمذ است. این تیم در سال ۱۹۶۸ تأسیس شده و اکنون در لیگ برتر فوتبال ازبکستان بازی می‌کند.
از جمله بازیکنانی که سابقه بازی برای این باشگاه را دارند می‌توان به لوئیزمی کزادا، آلکساندر کاسیان، روبن سانچز و شان مصطفی‌یف اشاره کرد.
بهترین رتبهٔ تاریخ این باشگاه کسب رتبهٔ ششم در سوپر لیگ فوتبال ازبکستان در سال ۲۰۱۹ بوده‌است.